# 平松清房
平松 清房 (ひらまつ きよふさ、1947年  - ) は、ランドスケープデザイナー。
株式会社フリーハンド代表取締役。測量士、1級土木施工管理技士。チェンバース設計 パートナー。早稲田大学エクステンションセンター講師。
東京都生まれ。横浜市出身。1970年信州大学農学部旧森林工学科卒業後、小形研三の京央造園設計事務所に勤める。1973年にあい造園設計事務所設立に参画後、フリーハンドを設立。1996年～2006年、信州大学森林科学科非常勤講師。
1998年に長野・原村にて石像彫刻家の八木ヨシオと二人展を開催。
共著書に、グロッセ世津子と『園芸療法-植物とのかかわりで心身を癒す』（1994年、日本地域社会研究所）。